# Santa Rosa (Cauca)
Santa Rosa es un municipio colombiano ubicado en el departamento del Cauca, en la región conocida como la Bota Caucana. Ubicada sobre la falda oriental de la cordillera central, en el Macizo Colombiano. Su economía se basa en la agricultura, sus principales productos son el maíz, caña de azúcar, plátano y la ganadería.
Fue fundada por Juan Eduwiges Becerra en 1870. Santa Rosa se ubica cerca al nacimiento del río Caquetá. A 30 km de la carretera Pitalito-Mocoa.

## Historia
Santa Rosa fue fundado en el año de 1870 por Juan Eduwiges Becerra y Benito Mavesoy quienes donaron los terrenos. Posteriormente al 30 de agosto de 1872 el Almaguereño Leonidas Gómez, agente de Quina cambio el nombre de Villa de Simancas por el de Santa Rosa. Claro esta que otros autores determinan que la fecha de fundación donde se donaron los terrenos a la Iglesia católica fue el 17 de julio de 1898.
En el transcurso de diez años comprendidos entre 1860 y 1870 se descubrieron las selvas de Quina del río Caquetá y comenzaron a llegar hacia esta región numerosos colonos provenientes de Almaguer, El Rosal, Bolívar y San Sebastián.
El progreso de la región para el año de 1.890 era ya notorio y conformaba para esta época un distrito integrado por el Alto y Bajo Caquetá, los cuales pertenecían a la vez al Antiguo Cauca Grande.
Finalmente este distrito del Alto y Bajo Caquetá fue suprimido según ordenanza n.º 31 de julio de 1894 y agregado al distrito de Mocoa.

## División político-administrativa
Además de su cabecera municipal, Santa Rosa  tiene bajo su jurisdicción los siguientes Centros poblados:
- Descanse
- El Carmelo
- San Juan de Villalobos

## Geografía
Localización: Este municipio está situado al sur del departamento del Cauca, en lo que se ha denominado la bota caucana y está comprendido dentro de las siguientes coordenadas geográficas extremas:
Norte: Se extiende hasta 1°53”38” de latitud norte del cerro dedo de Dios, y limita por este costado con el municipio de San Sebastián (Cauca).
Oriente: Se extiende desde la confluencia de los ríos Caquetá y Fragua, limita por este punto con los departamentos de Huila y Caquetá.
Sur: Se extiende hasta los 0°00”45” de latitud norte en el sitio de la Florida, sobre el río Caquetá, limitando por este costado con el departamento de Putumayo.
Occidente: Hasta el cerro de Tajumbina, con una longitud occidental de 76°53”38” y limita por este lado con el municipio de Bolívar en el departamento del Cauca y con los departamentos de Nariño y Putumayo.
Tiene una extensión de 4.479 kilómetros cuadrados que corresponden al 14,7 %  del territorio departamental, siendo el municipio de Santa Rosa el más grande del departamento del Cauca.

## Clima
En el caso de la bota caucana tenemos en cuenta los elementos y factores que intervienen en la formación de su clima,   además de las formas generales de relieve, pues han dado lugar a la formación de diferentes tipos climáticos.
-Bota Alta: clima frío húmedo.
-Bota media: en esta área podemos distinguir diferentes aspectos climáticos así: áreas de clima frío húmedo, clima medio húmedo y clima cálido húmedo.
-Bota baja: Las condiciones climáticas de la baja bota caucana, están ajustadas a las características fisiográficas de la región. En el pie de monte correspondiente a las últimas estribaciones de la cordillera en su descenso hacia la llanura Amazónica y en la propia sabana amazónica se presenta únicamente el área de clima cálido húmedo.

## Vegetación

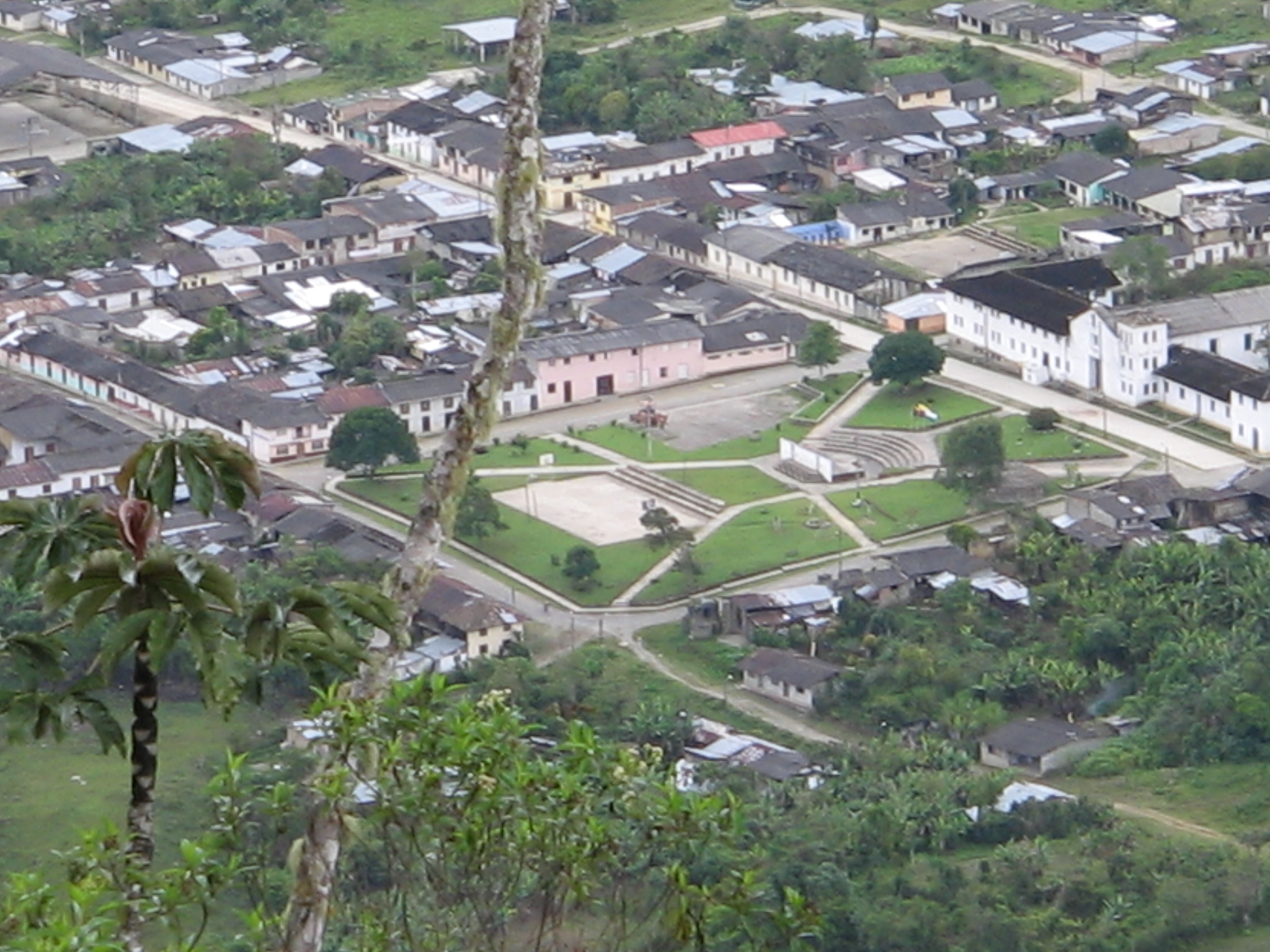
Vista aérea

El paisaje que se observa en la denominada bota caucana es el siguiente:
El páramo está cubierto de matorrales bajos y en partes más cenagosas predomina el frailejón.
En el sector de los 3000 metros de altitud, se encuentran inmensas selvas, de excelentes maderas para la construcción como romerillo, chachajo y tablero.
Llegamos a la parte ubérrima y más extensa, entre los 2000 y los 1000 metros de altitud, en que aún se encuentran especies maderables de gran tamaño de cedro, nogal, arenillo y medio comino, maderas preciosas que por desgracia son taladas sin ningún sistema ni control. Esta riqueza es usufructuada por comerciantes de Popayán y el Putumayo en parte,  pero sobre todo por el Huila que explota las selvas sin límites de Santa Inés y San Juan de Villalobos.
Índices altísimos de deforestación, erosión, falta de agua potable, destrucción de flora y extinción de fauna, están causando peligrosos procesos de deterioro ambiental con graves riesgos para la esperanza de una vida sana y un crecimiento igualitario en todo el territorio de la Bota Caucana.
Gran cantidad de palma, principalmente la especie ”Bombona“ embellecen el paisaje a lo largo del camino que baja desde los 2000 metros hasta Descanse que esta a los 900 metros.
También se encuentra dentro del territorio del municipio numerosos ejemplares de palma "Bombona" de la cual sacan las chontas, incorruptibles y duras como hierro para rejas de ventanas y en general para la construcción de viviendas en la región.
La población de Santa Rosa nació a la vida civil merced a la explotación de las selvas de quina que cubría extensas zonas de la Bota Caucana. La tala irracional, costumbre de siempre dio al traste con esta riqueza. Por tiempos vuelve a moverse esta actividad cuando las primitivas capas taladas vuelven a retoñar.
Los pastos cubren hoy la faja desmontada, amplia en Santa Rosa, y vecindades en Descanse, en San Juan de Villalobos, en Nápoles y en campo alegre; pastos de extraordinaria feracidad y salubridad, las especies más conocidas y extendidas son Kikuyo en las regiones frías de san Andrés, Curiaco y similares; gramas naturales en las regiones de clima medio del Carmelo, Santa Rosa y vecindades, Hoya del río Villalobos, Santa Marta y Villa Mosquera; gramas naturales y pastos mejorados en la región de clima caliente de Descanse, Santa Marta, Villa Mosquera, El Edén, Nápoles, El Cedro y Puerto Bello.
Las praderas de los climas medio y cálido se están mejorando con variedades de pasto tales como Micay, Imperial, Brachiaria, Gramalote, y el Gigante, y por lo mismo se está logrando una mediana tecnología con estos pastos mejorados.
En la zona cálida se da el famoso "yagé", bejuco con el que preparan los curanderos indígenas las bebidas anestésicas y alucinantes que utilizan en sus curaciones y en todas las zonas frías y cálidas, abunda el "Guaco", otro bejuco que utilizan los indígenas para curar mordeduras de serpientes, y los colonos blancos para curar las enfermedades del ganado.

## Fauna
En todos los climas abunda la danta y el venado, presas apetecidas de cacería, el cusumbo, plaga de los maizales el tuta mono de hermoso pelaje, y otras especies menos cotizadas como el armadillo y la pintada (boruga, guagua ),  que se buscan menos por lo escasas en algunas regiones de la bota .
Todavía se encuentran en la región algunos ejemplares de osos de anteojos. En todos los ríos y quebradas desde el páramo hasta 30 kilómetros al sur de Santa Rosa, pero principalmente en el río San Bartolo, Región de Santa Inés, y en los ríos grande, curiaco, Chontillal, Caquetá y Blanquito, en la cual se encuentran una apreciable cantidad de truchas dado lo propicio del clima y los ríos que la contienen.
En la sabana amazónica zona de la baja bota los monos de diversos tipos , por lo general en grupos , y en la zona de la bota media  , estos primates se ven más bien solitarios y poco abundantes , son en todas partes grandes devastadores de maizales . Los cerrillos o cerdos monteses y los yulos o capibaras,  destructores de sementeras, exclusivos de la llanura amazónica constituyen preciado y abundante alimento de los habitantes de esta región.
Los ríos que circundan esta región de la baja bota albergan en sus aguas , cualquier cantidad de peces de variados tamaños y especies que como el bocachico , el sábalo o el bagre , sin contar con otras especies , abundan en esta zona , a pesar de la pesca con dinamita y otros elementos o sustancias prohibidas.
No existen en el territorio notable variedad de aves,  merecen mencionarse en la zona de clima medio y cálido, el curillo grande de color amarillo y negro , famoso por los sonidos que imita; el algodón , avecilla de níveo plumaje, fino cantor y fácilmente domesticable;  y en la llanura amazónica el tente ave grande como el pavo , que se domestica hasta seguir a su amo por doquiera.
Los hermosos guacamayos multicolores, de un metro desde el pico hasta la cola, han sido exterminados casi por completo por los indígenas para construir valiosas coronas de plumas. Quedan tan solo algunas variedades de loros gigantes de vistoso color verde con algunas plumas rojas amarillas y azules en la cabeza y en la cola, los cuales si se domestican hablan claro.

## Demografía

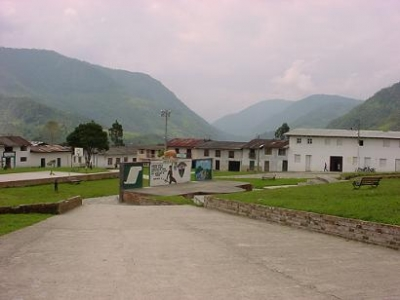

Según investigaciones los grupos étnicos de esta región están distribuidos en varias comunidades diseminadas en una parte considerable del municipio, principalmente en la media y baja bota en forma organizada y en todo el territorio de la bota, como colonos o campesinos individualmente considerados o integrados en comunidades civiles indígenas. El porcentaje de aborígenes es alto y por lo mismo debe de observarse que estas poblaciones comprenden varias etnias que conforman en sí mismas , indiscutibles valores socioculturales pues cada una constituye un modo de civilización  , un universo cultural propio y una experiencia particular en su relación con el manejo del medio ambiente natural.
El régimen territorial asentados los indígenas del municipio de santa rosa son los siguientes: dos comunidades habitan en resguardos de origen colonial, otros son comunidades civiles indígenas provenientes de resguardos de indígenas del mismo departamento del Cauca Y de Nariño el resto son comunidades migrantes de sus sitios de origen y algunos están ocupando tierras con el carácter legal de baldíos nacionales en su condición de poseedores individuales o simples tenedores de tierras.
Los indígenas de este sector conformaban pueblos dedicados principalmente a la horticultura, la caza, la pesca la recolección de frutos silvestres y en el caso de Guayuyaco y Yuguillo han comenzado a establecer ganadería incipiente.
Con el reconocimiento de los cabildos de indígenas, se les dio a las comunidades cierto grado de autonomía, lo que les permitió mantener sus tradiciones y costumbres y en especial su derecho consuetudinario. Además, se prestó protección alas tierras de los resguardos, haciéndolos imprescriptibles, inembargables e inajenables, sin autorización judicial.

## Grupos étnicos

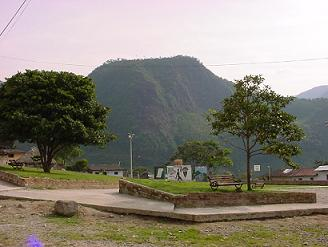

En el sur del municipio de Santa Rosa habitan numerosos indígenas inganos, raza que puebla una vasta zona de Putumayo, hablan el inga , derivación de la lengua quechua ecuatoriana visten el característico anaco o camisón de color blanco o negro, los hombres y falda negra de lana , ceñida con chumbes o cinturón color rojo y negro largos las mujeres ;  viven en ranchones de paja ; se alimentan de maíz , plátano , pesca y cacería del monte , usan escopeta , en vez de cerbatana como se hacía anteriormente. Para la caza son una raza vigorosa , que no se han extinguido como otros grupos tribales y a pesar de la existencia de escuelas y comercio con los blancos mestizos , no se ven propensos a refundirse ni transculturizarse.
Dentro del municipio hay dos parcialidades o resguardos, cuyos territorios y estructura del gobierno se encuentran legalmente reconocidos por el estado colombiano. Uno es el resguardo de Yunguillo concede de poblaciones en el poblado del mismo nombre y con parte del territorio asignado en el departamento del Putumayo la otra parte del resguardo de Yuguillo se encuentra en el municipio de Santa Rosa y comprende terreno de las inspecciones departamentales de Descanse y Santa Marta . Otro resguardo de la bota caucana es el guayuyaco, con territorio en solo el municipio de Santa Rosa, asignado por el gobierno nacional, mediante el decreto 0520 de 1957.
Otros grupos indígenas no incluidos en estas parcialidades habitan las márgenes del río Caquetá por el sector de Botuto y las del río Fragua , alrededor de la escuela de Puerto Bello.

## Agricultura

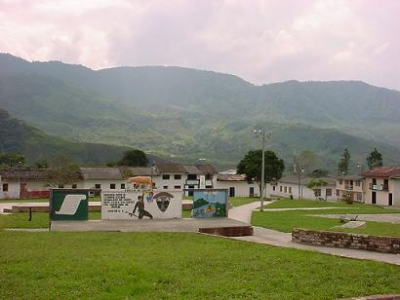

Casi el 6%  del área total de la bota caucana está dedicada a la actividad agrícola y tiene como soporte para la parte alta de los cultivos de lulo y caña para la producción de panela  , para la parte media los cultivos de lulo y mora y para la baja los de plátano y maíz.
Un 12% del área total se explotó como bosque de colonización que es la interpretación dada a pequeñas explotaciones agrícolas o pasturas sumergidas dentro de una gran masa boscosa que en nuestro caso se refieren a cultivos de plátano, maíz pastos naturales y artificiales.

## Aspecto religioso
La mayoría de los habitantes de Santa Rosa son católicos pertenecientes en lo religioso y en lo eclesiástico por la arquidiócesis de Popayán en la cabecera municipal y el vicariato apostólico de Sibundoy, Putumayo en la media bota caucana.

## Himno
| Autores: Padres fray Felipe Mejía y José Restrepo López, en la década de los 50 a 60. Coro En una hondonada umbrosa está situada Santa Rosa y que linda ahí te vez. (bis). Parece un nacimiento arrullado Por el viento en el fresco amanecer. (bis). |  | I Los cerros que te circundan son lugares donde abundan maravillas del creador. Y las colinas y ríos dan al aire nuevos bríos saturando las de amor. II Las aves canoras cantan en sus cedros se levantan sus copas con altivez Y en el bosque de la altura silva el aire con bravura majestuoso y con desdén. |  | III El sol que tras las montañas sale todas las mañanas ilumina nuestro hogar. (bis). La luna que se refleja en el cerro de la vieja nos convida a descansar. (bis). IV Sus jóvenes y doncellas son alegres como estrellas en noche primaveral. El río con sus rumores va cantando sus amores a las ninfas de cristal. |  |  |